# Нитрат рубидия
Нитрат рубидия — соль щелочного металла рубидия и азотной кислоты с формулой RbNO3. Бесцветный гигроскопический кристаллический порошок, без запаха.

## Получение
Нитрат рубидия получается действием азотной кислоты на металлический рубидий, его оксид, гидроксид или карбонат:
{\displaystyle {\mathsf {21\ Rb+26\ HNO_{3}\ {\xrightarrow {\ }}\ 21\ RbNO_{3}+\ NO\uparrow +\ N_{2}O\uparrow +\ N_{2}\uparrow +\ 13\ H_{2}O}}}
{\displaystyle {\mathsf {Rb_{2}O+2\ HNO_{3}\ {\xrightarrow {\ }}\ 2\ RbNO_{3}+H_{2}O}}}
{\displaystyle {\mathsf {RbOH+HNO_{3}\ {\xrightarrow {\ }}\ RbNO_{3}+H_{2}O}}}
{\displaystyle {\mathsf {Rb_{2}CO_{3}+2\ HNO_{3}\ {\xrightarrow {\ }}\ 2\ RbNO_{3}+CO_{2}\uparrow +\ H_{2}O}}}

## Физические свойства
Нитрат рубидия образует бесцветные гигроскопичные кристаллы тригональной сингонии, пространственная группа P 31m, a = 1,045 нм, c = 0,738 нм, Z = 9.
При 164°С переходит в кубическую фазу с параметром ячейки a = 0,4380 нм.
При 220°С переходит в гексагональную фазу, а при 283°С — в кубическую.
Жидкий нитрат рубидия имеет большую плотность (2,395400 г/см³), чем твёрдое вещество.
В вакууме при 450-500°С нитрат рубидия возгоняется без разложения, что можно использовать для его очистки.
Расплавленный нитрат рубидия сильный окислитель, он разрушительно действует на кварц, платину и другие металлы.

## Химические свойства
- При нагревании выше температуры плавления разлагается

{\displaystyle {\mathsf {2\ RbNO_{3}\ {\xrightarrow {540^{o}C}}\ 2\ RbNO_{2}+O_{2}\uparrow }}}
{\displaystyle {\mathsf {4\ RbNO_{3}\ {\xrightarrow {700^{o}C}}\ 2\ Rb_{2}O+2\ N_{2}+5\ O_{2}\uparrow }}}
- При смешении концентрированных растворов нитрата рубидия и азотной кислоты образуются сольваты (n=1÷2):

{\displaystyle {\mathsf {2\ RbNO_{3}+{\mathit {n}}HNO_{3}\ {\xrightarrow {\ }}\ RbNO_{3}\cdot {\mathit {n}}HNO_{3}\downarrow }}}
также образуются сольваты с перекисью водорода: 7RbNO3•3H2O и 2RbNO3•H2O.
- В растворе нитрат рубидия восстанавливается только атомарным водородом:

{\displaystyle {\mathsf {RbNO_{3}+2\ H\ {\xrightarrow {Zn,HCl,20^{o}C}}\ RbNO_{2}+H_{2}O}}}
{\displaystyle {\mathsf {RbNO_{3}+8\ H\ {\xrightarrow {Zn,NaOH,100^{o}C}}\ RbOH+NH_{3}\uparrow +H_{2}O}}}
- В твёрдом виде восстанавливается свинцом до нитрита:

{\displaystyle {\mathsf {RbNO_{3}+Pb\ \xrightarrow {400^{o}C} \ RbNO_{2}+PbO}}}
- С сульфатом аммония при нагревании вступает в реакцию конпропорционирования[1]:

{\displaystyle {\mathsf {2RbNO_{3}+(NH_{4})_{2}SO_{4}\ \xrightarrow {300-350^{o}C} \ Rb_{2}SO_{4}+2N_{2}O+4H_{2}O}}}

## Применение

### Калориметрия
Нитрат рубидия используется как химический стандарт для калибровки калориметров по температуре и теплоемкости. Обычно для этих целей используется фазовый переход при 164,2 °С.